# クリスティン・マクヴィー
クリスティン・マクヴィー（Christine McVie、旧名クリスティン・パーフェクト、1943年7月12日 - 2022年11月30日）は、イングランド出身の女性ミュージシャン、シンガーソングライター、キーボーディスト。
50年以上のキャリアを持ち、英ブルースロックの二大バンド「チキン・シャック」「フリートウッド・マック」で活動したメンバーとして知られる。ソロ作品もリリースするなど、音楽クリエイターとしての一面も持つ。

## 活動歴

### チキン・シャック時代（1968年 - 1969年）
本名クリスティン・パーフェクトの芸名で、1967年頃から活動を始める。
1968年、友人の紹介でピアノ/バックボーカルとしてチキン・シャック（Chicken Shack）に参加する。2枚のアルバムに参加し、クリスティンがリードボーカルを取った「アイド・ラザー・ゴー・ブラインド」が全英シングルチャートの14位を記録。その年の『メロディ・メイカー』最優秀女性ボーカリスト賞を受賞し、また「イギリスでTOP10に入る美脚」の持ち主と評された。
チキン・シャックのツアーを通じてしばしば一緒になった当時のフリートウッド・マックと交流を深め、そのバンドのベーシスト ジョン・マクヴィーと結婚。翌1969年にチキン・シャックを脱退する。

### フリートウッド・マック時代（1970年 - 1998年）

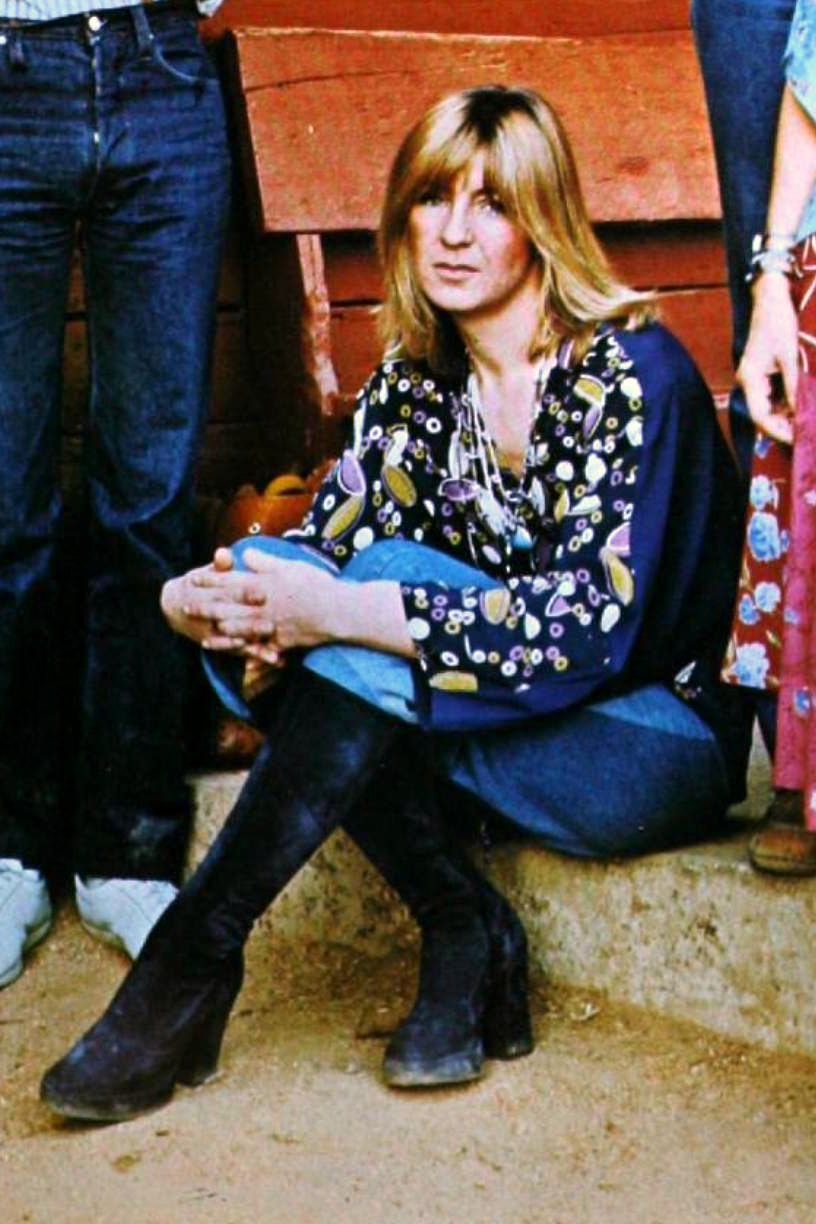
1977年の画像

1970年、セルフタイトルのソロアルバム『クリスティン・パーフェクト（Christine Perfect）』を発表した後、芸名を夫ジョンの姓名である「クリスティン・マクヴィー」に改め、そのまま夫が所属するフリートウッド・マックに参加した。既に彼女は、アルバム「キルン・ハウス（Kiln House)」においてバックボーカル、キーボード、ジャケットアートでフリートウッド・マックに貢献していた。当時バンドは、創設メンバーのピーター・グリーンを失ったばかりで、メンバーはグリーン抜きでのツアーを少々恐れていた。クリスティンは、ピーター・グリーン時代のフリートウッド・マックの大ファンであり、彼らの歌の全ての歌詞を知っていたので、すんなりとバンドに溶け込み、程なくしてグループに不可欠なメンバーにして、沢山の素晴らしい楽曲の作者になった。そして、そのポジションを25年近くも維持し続けた。
1970年代初期は、バンドにとって困難な時期だった。メンバーが次々に入れ替わり、アルバム『枯れ木（Bare Trees）』と『神秘の扉（Mystery To Me）』だけはそこそこ成功したが、フリートウッド・マックの偽物が許可なく全米をツアーするという事件が起きた。ジョン・マクヴィーの飲酒癖は耐え難いほどになり、クリスティンは、ミュージックプロデューサーと関係を持ち、彼とソロアルバムを作るため、近いうちにジョンと離婚しバンドからも脱退するつもりだった。しかし、ミュージックプロデューサーが妻の元に帰ったため、彼女も元の鞘に収まった。
1974年、クリスティンは、バンドが活動拠点を米国に移して新たなスタートを切ることに、いやいやながら同意した。その年、「バッキンガム・ニックス」のスティーヴィー・ニックスとリンジー・バッキンガムがバンドに参加した。彼らは、音楽に新しい息吹を吹き込んだ。彼らが参加した最初の作品である『ファンタスティック・マック』からは数曲のヒット曲が出た。クリスティンの「オーヴァー・マイ・ヘッド」「セイ・ユー・ラヴ・ミー」はどちらもBillboardシングルチャートのTOP20に入った。
1976年、結局クリスティンは、ジョン・マクヴィーと離婚する。ただし芸名はクリスティン・マクヴィーのままで継続した。そしてバンドのツアー・ライティングディレクターと付き合い始め、そのことにインスパイアされて「ユー・メイク・ラヴィング・ファン」を書いた。この曲は、史上最もよく売れたアルバムの一つである『噂』に収録され、全米TOP10ヒットになった。彼女の最大のヒット曲は、シングルチャート3位を記録した「ドント・ストップ」である。この曲は、ビル・クリントンの大統領選挙キャンペーンソングになり、1993年の大統領就任式で演奏された曲として永遠に記憶されている。
「噂」のツアーの終わりに、マクヴィー夫婦は離婚した。1979年の二枚組アルバム『牙 (タスク)』からは、3曲のTOP20ヒット(「Tusk」「Sara」「Think About Me」)が産み出されたが、結局何一つ前作「噂」の成功を上回ることができなかった為、期待外れの結果であると考えられてきた。「タスク」ツアーは、1980年まで続き、それに続いてバンドは冷却期間をおいた。彼らは、1981年になると次作『ミラージュ』を録音するためにフランスの城に再集結した。1982年にリリースされたこの作品は、再び全米アルバムチャートの1位を獲得した。この作品には、クリスティンの作による全米シングルチャート5位を獲得した「Hold Me」が含まれている。この曲は、バンドにとって初のミュージックビデオでもある。この曲は、彼女とビーチボーイズのデニス・ウィルソンのねじれた関係からインスピレーションを得ている。ウィルソンは、数年後に事故で溺死し、彼女をひどく悲しませた。
1984年、バンドの主立ったメンバーと同様に、ソロ作品を制作することに決めた。彼女は、「Got a Hold on Me」(POPシングルチャートでTOP10、アダルトコンテンポラリーチャートで1位)、「Love Will Show Us How」のヒット曲を作り出した。シンセサイザーを多用した曲は、彼女のクリアな声と合わないようにも見えたが、「多分、この作品は世界で最も大胆なアルバムではありませんが、私は、自分の耳に正直に満足させたかったのです」と、クリスティンは自分のソロアルバムについて「The Billboard Book of Number One Adult Contemporary Hits」の中で語っている。
この作品で彼女は、12歳年下のキーボーディストEddy Quintelaと出会い、1986年10月に結婚した。
エルビス・プレスリーのスタンダードナンバー「Can't Help Falling In Love With You」を、Howie Mandel filmの「A Fine Mess」のためにカバーした後、彼女はフリートウッド・マックに再合流し、アルバム『タンゴ・イン・ザ・ナイト（Tango in the Night）』を録音した。同アルバムは10年前の『噂』以来の大きな成功をバンドにもたらした。この作品からの最大のヒットは、クリスティンが夫のQuintelaと共作した「Little Lies」で、アメリカでもイギリスでもTOP5ヒットになった。
1990年、リンジー・バッキンガムを除いたバンドは『ビハインド・ザ・マスク（Behind the Mask）』を録音した。しかしセールスは上がらず、シングルも小さな成功に留まった。クリスティンは、いつでもツアーに対しては気が重く、家族や友人に囲まれて家で過ごすことが好きだった。「Behind the Mask」ツアーの年、クリスティンの父：シリル・パーフェクトが死に、彼女は、ツアーに参加しないことを決心をした。スティーヴィー・ニックスが脱退しても、クリスティンはミック・フリートウッドと彼女の元夫と行動を共にし、バンドの1995年のアルバム『タイム（Time）』のために5曲を録音した。この作品は、ファンに馴染みの薄い顔ぶれによる作品であったことと宣伝不足に苦しみ、商業的に失敗した。
バンドは、解散したように見えた。リンジー・バッキンガムのソロプロジェクトのために、ミック・フリートウッド、ジョン・マクヴィー、スティーヴィー・ニックス、リンジー・バッキンガムが再び一堂に会するまでは。彼らは、最後にもう一回、一緒にレコーディングとツアーをするように、クリスティンを説得した。1997年のライブアルバム『ザ・ダンス（The Dance）』は、チャートのNO.1を獲得した。クリスティンは、バンドのツアーに従い、1998年のグループの「the Rock and Roll Hall of Fame」入りやグラミー賞、英国のBRIT Awards等でのパフォーマンスを行った後、フリートウッド・マックから完全に引退した。
「The Dance」の後の数年間、クリスティン・マクヴィーは、ほぼ完全に公の場から姿を消した。わずかに、2000年にイギリスのグリニッジ大学から音楽の名誉博士号を受けるために姿を現したぐらいである。
数年後の2003年12月、彼女は、フリートウッド・マックの「Say You Will」ツアーのロンドン公演最終日を見に行ったが、昔のバンドメンバーと一緒にステージに上がることはなかった。

### ソロ〜フリートウッド・マックに復帰以降（2004年 - 2022年）

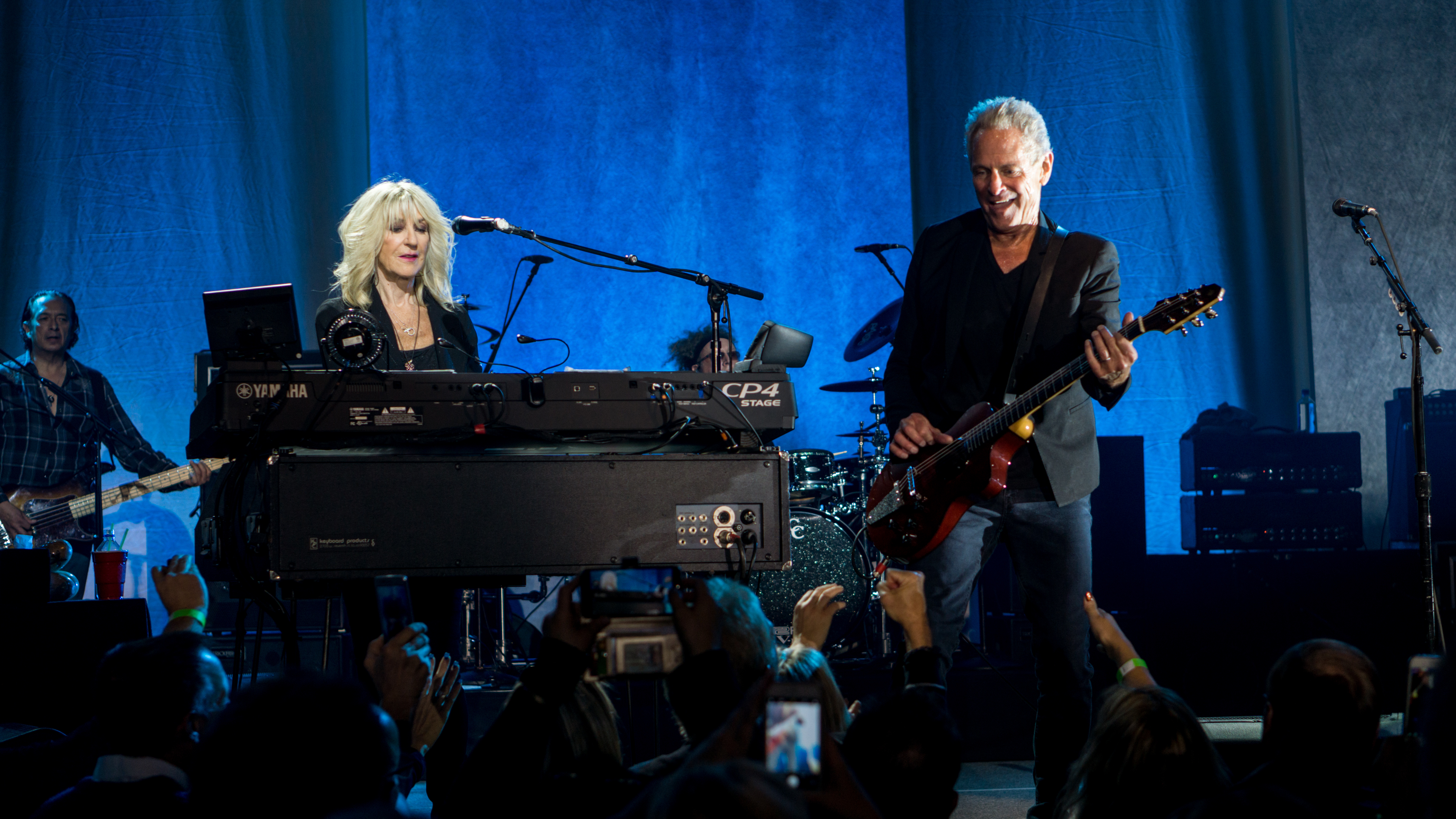
クリスティン&リンジー・バッキンガム（2017年11月）

2004年半ば、彼女の長年に及ぶキャリアの中で2作目に当たるソロアルバム『In the Meantime』をリリースした。クリスティンは、イギリスのケントの改装された納屋で彼女の甥であるダン・パーフェクトと共にこの作品を制作した。ダン・パーフェクトは、ギターを演奏し、バックボーカルを歌い、曲を提供した。この作品に伴うツアーは行わず、イギリスとアメリカの一部のプレスによるインタビューを受けた。
2006年、クリスティンは、ロンドンのサヴォイホテルで、彼女の功績に対してthe British Academy of Composers and Songwritersの金バッジを与えられた。
2014年、16年ぶりに「フリートウッド・マック」へ復帰。
2017年、バンドの同僚 リンジー・バッキンガムとのデュオアルバムを発表。
2022年11月30日に体調不良で短期間入院したのちに79歳で他界した。2023年4月、死因は虚血性脳卒中と発表された。

## ディスコグラフィ

### ソロアルバム
| 年   | アルバム                   | US | UK | 備考                                                                                         |
| ---- | -------------------------- | -- | -- | -------------------------------------------------------------------------------------------- |
| 1970 | クリスティン・パーフェクト | -  | -  | フリートウッド・マックのカヴァー、「ホエン・ユー・セイ」を収録。                             |
| 1984 | クリスティン・マクヴィー   | 26 | -  | マクヴィーのソロ最大のヒット「恋のハート・ビート(Got A Hold On Me)」（アメリカ10位）を収録。 |
| 2004 | イン・ザ・ミーンタイム     | -  | -  | マクヴィーはこのアルバムを甥のダン・パーフェクトと共同プロデュースした。                     |

### デュオアルバム
- Lindsey Buckingham Christine McVie (2017)

### シングル
| 年   | 曲                                     | Billboard Hot 100 | アダルト・コンテンポラリー | アルバム                 |
| ---- | -------------------------------------- | ----------------- | -------------------------- | ------------------------ |
| 1984 | "恋のハート・ビート(Got a Hold on Me)" | #10               | #1                         | クリスティン・マクヴィー |
| 1984 | "愛のてだて(Love Will Show Us How)"    | #30               | -                          | クリスティン・マクヴィー |
| 2004 | "フレンド"                             | -                 | #29                        | イン・ザ・ミーンタイム   |

### チキン・シャック名義
| 年   | アルバム                                              | US | UK | 備考 |
| ---- | ----------------------------------------------------- | -- | -- | ---- |
| 1968 | Forty Blue Fingers, Freshly Packed And Ready To Serve | -  | 12 | -    |
| 1969 | OK Ken                                                | -  | 9  | -    |

### フリートウッド・マック名義
| 年   | アルバム                       | US  | UK | 備考 |
| ---- | ------------------------------ | --- | -- | --- |
| 1968 | ミスター・ワンダフル           | -   | 10 | マクヴィーが外部ミュージシャンとして参加した最初のアルバム。 |
| 1969 | ゼン・プレイ・オン             | 192 | 6  | マクヴィーはこのアルバムにおいて外部ミュージシャンとして参加した。 |
| 1970 | キルン・ハウス                 | 69  | 39 | マクヴィーはアルバムジャケットを作成した。 |
| 1971 | フューチャー・ゲーム           | 91  | -  | マクヴィーがフリートウッド・マックの正式メンバーとなった最初のアルバム。                                                                                                |
| 1972 | 枯れ木                         | 70  | -  | - |
| 1973 | ペンギン                       | 49  | -  | - |
| 1973 | 神秘の扉                       | 68  | -  | - |
| 1974 | クリスタルの謎                 | 34  | -  | - |
| 1975 | ファンタスティック・マック     | 1   | 23 | スティーヴィー・ニックスとリンジー・バッキンガムが参加した最初のアルバム                                                                                                |
| 1977 | 噂                             | 1   | 1  | 彼女のフリートウッド・マック時代最大のヒット「ドント・ストップ」（アメリカ3位）を収録                                                                                   |
| 1979 | 牙 (タスク)                    | 4   | 1  | - |
| 1980 | フリートウッド・マック・ライヴ | 14  | 31 | クリスティン・マクヴィーの新曲「ワン・モア・ナイト」収録 |
| 1982 | ミラージュ                     | 1   | 5  | - |
| 1987 | タンゴ・イン・ザ・ナイト       | 7   | 1  | - |
| 1987 | グレイテスト・ヒッツ           | 14  | 3  | マクヴィーの「ユー・フォロー(As Long As You Follow)」を含む新曲2曲を収録                                                                                                |
| 1990 | ビハインド・ザ・マスク         | 18  | 1  | このアルバムができてからマクヴィーはフリートウッド・マックのツアーへの参加を停止した。                                                                                  |
| 1995 | タイム                         | -   | 47 | - |
| 1997 | ザ・ダンス                     | 1   | 15 | マクヴィーは、彼女自身最後のフリートウッド・マックのツアーへ参加し、その後グループを脱退した。                                                                          |
| 2003 | セイ・ユー・ウィル             | 3   | 6  | マクヴィーは外部ミュージシャンとして名を連ねた。彼女はキーボードと「ブリード・トゥ・ラヴ・ハー」、「スティール・ユア・ハート・アウェイ」の2曲でバックボーカルを務めた。 |